# ORF Sport +
 (mars 2023).
Si vous disposez d'ouvrages ou d'articles de référence ou si vous connaissez des sites web de qualité traitant du thème abordé ici, merci de compléter l'article en donnant les références utiles à sa vérifiabilité et en les liant à la section « Notes et références ».
ORF Sport + (anciennement « ORF Sport Plus ») est une chaîne de télévision thématique autrichienne du groupe audiovisuel ORF, qui a pour thématique le sport. Elle était en canal partagé avec la chaîne TW1 jusqu'au 26 octobre 2011, où elle eut son propre canal lors de la création de ORF III.
ORF Sport + diffuse des sports comme le football, l'athlétisme, l'équitation, le hockey sur glace, etc. Elle retransmet aussi des compétitions Handisport.

## Histoire
En mai 2000, l'ORF lance des retransmissions de sportives régulières sur le canal de TW1. Ce sont surtout des retransmissions de sports plutôt négligés à la télévision. Elle propose aussi deux émissions en direct et des magazines diffusés plusieurs fois par semaine sur TW1. 
Depuis le lancement de ORF Sport Plus, le 1er mai 2006, l'ORF diffuse ses retransmissions sportives sous cette marque sur le canal de TW1. Le 22 octobre 2007, ORF Sport Plus est diffusée sur le Multiplex B dans tous les Länder d'Autriche en DVB-T sur un canal propre. Mais contrairement au câble et au satellite, un panneau d'affichage d'informations était diffusé avec la radio Ö3 à la place de TW1. L'ORF règle la question du cadre juridique de TW1 dans la loi de l'ORF.
Le 15 juillet 2009, elle décide de supprimer la chaîne TW1 pour des raisons financières, mais conserve le programme ORF Sport Plus, qui aura un temps d'antenne plus important.
Le 26 octobre 2011, ORF Sport Plus devient ORF Sport +. Elle est dorénavant diffusée 24h/24 sur son propre canal.

## Identité visuelle

### Logos

Logo de ORF Sport Plus du 1er mai 2006 au 26 octobre 2011
Logo de ORF SPORT + depuis le 26 octobre 2011